# Eduard-Andrei Popica
Eduard-Andrei Popica (n. 18 martie 1984, Huși, Vaslui, România) este un deputat român, ales în 2020 din partea PSD. 